# Przebudzenie (serial telewizyjny)
Przebudzenie (ang. Awake, 2012) – amerykański serial telewizyjny, wyprodukowany przez stację NBC. Premiera miała miejsce 1 marca 2012.

## Fabuła
Po wypadku samochodowym z udziałem detektywa policji Michaela Brittena z żoną Hanną i synem Rexem, dochodzi do podziału rzeczywistości Michaela na dwa światy. W jednym z nich żyje z żoną (syn ginie w wypadku), zaś w drugim z synem (żona ginie w wypadku). Połączeniem obu rzeczywistości jest sen – Michael zasypiając w jednym świecie, budzi się zawsze w drugim. Dla rozróżnienia obu rzeczywistości nosi na ręce opaskę w odpowiednim kolorze, z żoną w kolorze czerwonym, z synem – zielonym. Widz ma możliwość również dostrzec na ekranie różnice w kolorystyce obu światów.
W każdym ze światów Michael odbywa sesje terapeutyczne z dwoma różnymi psychologami, ma również innych partnerów policyjnych. Pozostałe elementy obu światów są także generalnie różne. Jednak w sprawach, nad którymi pracuje, pojawiają się postacie, sytuacje czy miejsca, które mają swoje odbicie w obydwu rzeczywistościach.

## Obsada

### Role główne
| Czerwona rzeczywistość                                              | Zielona rzeczywistość                                                     |
| ------------------------------------------------------------------- | ------------------------------------------------------------------------- |
| Michael Britten (Jason Isaacs) detektyw policji                     |                                                                           |
| Hannah Britten (Laura Allen), żona Michaela                         | Rex Britten (Dylan Minnette), syn Michaela                                |
| Detektyw Efrem Vega (Wilmer Valderrama), partner policyjny Michaela | Detektyw Isaiah "Bird" Freeman (Steve Harris), partner policyjny Michaela |
| Dr Jonathan Lee (BD Wong), terapeuta Michaela                       | Dr Judith Evans (Cherry Jones), terapeutka Michaela                       |
|                                                                     | Tara (Michaela McManus), trenerka Rexa                                    |

### Pozostałe role
| Czerwona rzeczywistość                                   | Zielona rzeczywistość |
| -------------------------------------------------------- | --------------------- |
| Kapitan Tricia Harper (Laura Innes), przełożona Michaela |                       |
| Cole (Logan Miller), przyjaciel Rexa                     |                       |
| Emma (Daniela Bobadilla), dziewczyna Rexa                |                       |

## Odcinki
| Sezon | Sezon | Odcinki | Oryginalna emisja | Oryginalna emisja | Oryginalna emisja    | Oryginalna emisja | Oryginalna emisja |
| Sezon | Sezon | Odcinki | Premiera sezonu   | Finał sezonu      | Premiera sezonu      | Finał sezonu      |                   |
| ----- | ----- | ------- | ----------------- | ----------------- | -------------------- | ----------------- | ----------------- |
|       | 1     | 13      | 1 marca 2012      | 24 maja 2012      | 19 października 2012 | 11 stycznia 2013  |                   |

### Sezon 1 (2012)
| #  | Tytuł                         | Reżyseria          | Scenariusz                    | Premiera         | Premiera             |
| -- | ----------------------------- | ------------------ | ----------------------------- | ---------------- | -------------------- |
| 1  | Pilot                         | David Slade        | Kyle Killen                   | 1 marca 2012     | 19 października 2012 |
| 2  | The Little Guy                | Jeffrey Reiner     | Kyle Killen                   | 8 marca 2012     | 26 października 2012 |
| 3  | Guilty                        | Jeffrey Reiner     | Howard Gordon, Evan Katz      | 15 marca 2012    | 2 listopada 2012     |
| 4  | Kate Is Enough                | Sarah Pia Anderson | Kyle Killen                   | 22 marca 2012    | 9 listopada 2012     |
| 5  | Oregon                        | Aaron Lipstadt     | Lisa Zwerling                 | 29 marca 2012    | 16 listopada 2012    |
| 6  | That's Not My Penguin         | Scott Winant       | Kyle Killen, Noelle Valdivia  | 5 kwietnia 2012  | 23 listopada 2012    |
| 7  | Ricky's Tacos                 | Adam Davidson      | Howard Gordon, Evan Katz      | 12 kwietnia 2012 | 30 listopada 2012    |
| 8  | Nightswimming                 | Jeffrey Reiner     | Leonard Chang, Davey Holmes   | 19 kwietnia 2012 | 7 grudnia 2012       |
| 9  | Game Day                      | Michael Waxman     | Howard Gordon, David Graziano | 26 kwietnia 2012 | 14 grudnia 2012      |
| 10 | Slack Water                   | Nick Gomez         | Noelle Valdivia               | 3 maja 2012      | 21 grudnia 2012      |
| 11 | Say Hello to My Little Friend | Laura Innes        | Kyle Killen, Leonard Chang    | 10 maja 2012     | 28 grudnia 2012      |
| 12 | Two Birds                     | Milan Cheylov      | Howard Gordon, Davey Holmes   | 17 maja 2012     | 4 stycznia 2013      |
| 13 | Turtles All the Way Down      | Miguel Sapochnik   | Howard Gordon, Davey Holmes   | 24 maja 2012     | 11 stycznia 2013     |